# روني (لاعب كرة قدم مواليد 1987)
روني هو لاعب كرة قدم برازيلي في مركز حراسة المرمى، ولد في 7 يوليو 1987 في بوتوكاتو في البرازيل. لعب مع نادي سانتوس.